# Vertreibende Hilfe
Vertreibende Hilfe bezeichnet in der deutschen Sozialpolitik und Wohlfahrtspflege ein planvolles Verwaltungshandeln bei der Hilfegewährung, „bei der sich Hilfebedürftige vor Hürden gestellt sehen, die sie in ihrer gegenwärtigen Verfassung nicht bewältigen können“, die also das Ausscheiden von Bedürftigen aus dem Leistungsbezug oder die Abschreckung von der Beantragung von Unterstützungsleistungen bewirken sollen. Im Regelfall ist die vertreibende Hilfepraxis rechtswidrig.

## Wohnungslosenhilfe
Klassische Beispiele stammen aus dem Bereich der Obdachlosigkeit und Sozialhilfe; als vertreibende Hilfe wird hier bezeichnet, wenn Tagessatzauszahlungen in der Hilfe zum Lebensunterhalt für ortsfremde Wohnungslose auf wenige Tage pro Monat begrenzt werden.
In der Wohnungslosenhilfe wird mit dem Begriff „Vertreibende Hilfe“ auch der Zusammenhang  von Armut, ungeeigneter Hilfe und Wohnungslosigkeit angesprochen. Arme hätten nicht nur „das Problem arm  zu sein“, sondern hätten wie andere gesellschaftliche Gruppen „Handicaps“. Werden „Menschen mit Problemen, die sie nicht selber lösen können“ abgewiesen oder erhalten „ungeeignete Hilfe (vertreibende Hilfe haben wir das genannt)“ oder werden direkt vertrieben, so entsteht für sie vielfach die Situation, dorthin zu ziehen, wo sie Hilfe bekommen. Vertreibende Hilfe, weil ungeeignete Hilfe, führt dann zur Wohnungslosigkeit.
Bis Mitte der 90er Jahre wurde statt von Wohnungslosen bzw. der Wohnungslosenhilfe von Nichtseßhaften bzw. der Nichtseßhaftenhilfe gesprochen. Dieser Begriff wurde aber nach intensiver Fachdiskussion abgeschafft, weil er eine Eigenschaft der Person unterstellt, die durch die vertreibende Art der Hilfe überhaupt erst erzwungen wird.

## Misserfolg durch aufgezwungene Angebote
Erwerbsloseninitiativen und -beratungsstellen bezeichnen die Anwendung der Hartz-IV-Gesetze als vertreibende Hilfe; Maßnahmen, wie beispielsweise die „Prüfung der faktischen Verfügbarkeit […] für den Arbeitsmarkt“ durch gering vergütete oder niedrig qualifizierte „Sofortangebote“ oder die Einrichtung eines internen Prüfdienstes und eines Außendienstes durch die Arbeitsgemeinschaften, diene eher der Abschreckung von Bedürftigen als deren dauerhafter Wiedereingliederung in den Arbeitsmarkt. Beklagt wird auch von der Sozialrechtsexpertin Helga Spindler, dass aufgezwungene Hilfe bei Jugendlichen, die nicht freiwillig an Angeboten zur Eingliederung teilnehmen, zu Misserfolgen führen kann.